# Macrosamanea macrocalyx
Espèce
Classification phylogénétique
Statut de conservation UICN

 VU  : Vulnérable
Macrosamanea macrocalyx est une espèce de plantes à fleurs du genre Macrosamanea et de la famille des Fabaceae (Leguminosae).